# Ens de l'Associacionisme Cultural Català
L'Ens de l'Assocacionisme Cultural Català, anteriorment conegut com a Ens de Comunicació Associativa, és una confederació cultural d'àmbit transversal constituïda l'any 2005. Actualment està constituït per 28 federacions representatives de la cultura popular catalana i el seu president és l'enginyer de formació Josep Viana, que en el camp de l'associacionisme ha destacat per la seva tasca a la Federació Catalana de Societats Musicals. L'any 2013, va ser admesa com a entitat acreditada en el Comitè per a la Salvaguarda del Patrimoni Cultural Immaterial de la Humanitat. Té per objectius la difusió de les activitats de la cultura popular, promoure la reflexió i els punts de trobada entre col·lectius de l'associacionisme cultural català.

## Orígens i consolidació
L'Ens sorgeix de l'organització dels Debats al territori, un cicle de xerrades celebrades a onze poblacions catalanes entre el gener de 2003 i abril de 2004 per debatre el futur de l'associacionisme. A partir d'aquests debats, es posà de manifest la necessitat de crear una federació que coordini totes les entitats i realitzi difusió de les seves iniciatives. El novembre de 2005, és constituïda per part de la Federació de Cors de Clavé, la Federació d'Ateneus de Catalunya, la Federació de Grups Amateurs de Teatre de Catalunya i el Moviment Coral Català. Antoni Carné i Parramon, president de la Federació de Cors de Clavé, n'assumí la presidència.
El Primer Congrés de l'Associacionisme Cultural Català, celebrat entre el 2 i el 4 d'octubre a Barcelona, s'estructurà en cinc ponències marc: Les relacions intergeneracionals (Lluís Sáez), Migració (Salvador Cardús), Educació / Formació (Pere Solà), Comunicació (Joan Francesc Cànovas) i Entorn de la qüestió de la llengua a Catalunya del Nord (Gentil Puig). 

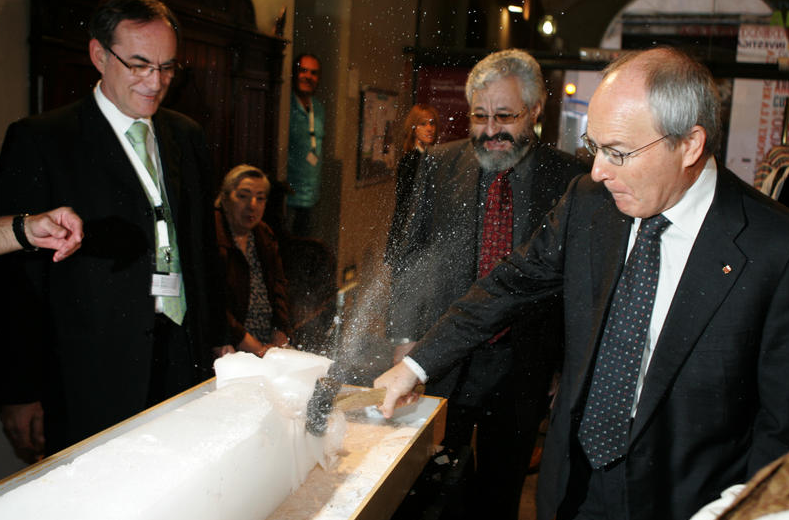
El president José Montilla en la inauguració del Primer Congrés de l'Associacionisme Cultural Català. Darrera, Antoni Carné, primer president de l'Ens de l'Associacionisme Cultural Català

## Edicions de l'Ens
L'Ens de l'Associacionisme Cultural Català edita el diari digital de notícies de cultura popular Tornaveu i l'agenda digital d'activitats de cultura popular i associacionisme l'Agenda de l'Ens. També edita la revista semestral de pensament associatiu Canemàs.

## Patrimoni Cultural Immaterial
El 9 de novembre de 2013, el 8è Comitè Intergovernamental per a la Salvaguarda del Patrimoni Cultural Immaterial va reconèixer l'Ens de l'Associacionisme Cultural com a entitat acreditada per la Convenció de la Salvaguarda del Patrimoni Cultural Immaterial, fet que permet a l'entitat tenir un paper consultiu als òrgans de la Convenció, l'Assemblea General i el mateix Comitè, convocat anualment per la UNESCO. Forma part de l'Intangible Cultural Heritage Non Governamental Organisations Forum (Fòrum d'ONGs pel Patrimoni Cultural Immaterial). El juny de 2015 va organitzar el primer simposi de la ICH NGO Forum a Santa Susanna (Maresme). L'Ens també forma part de l'Òrgan Institucional de l'Inventari del Patrimoni Cultural Immaterial de les Terres de l'Ebre i dona suport als col·lectius que volen catalogar i difondre el patrimoni cultural immaterial català.

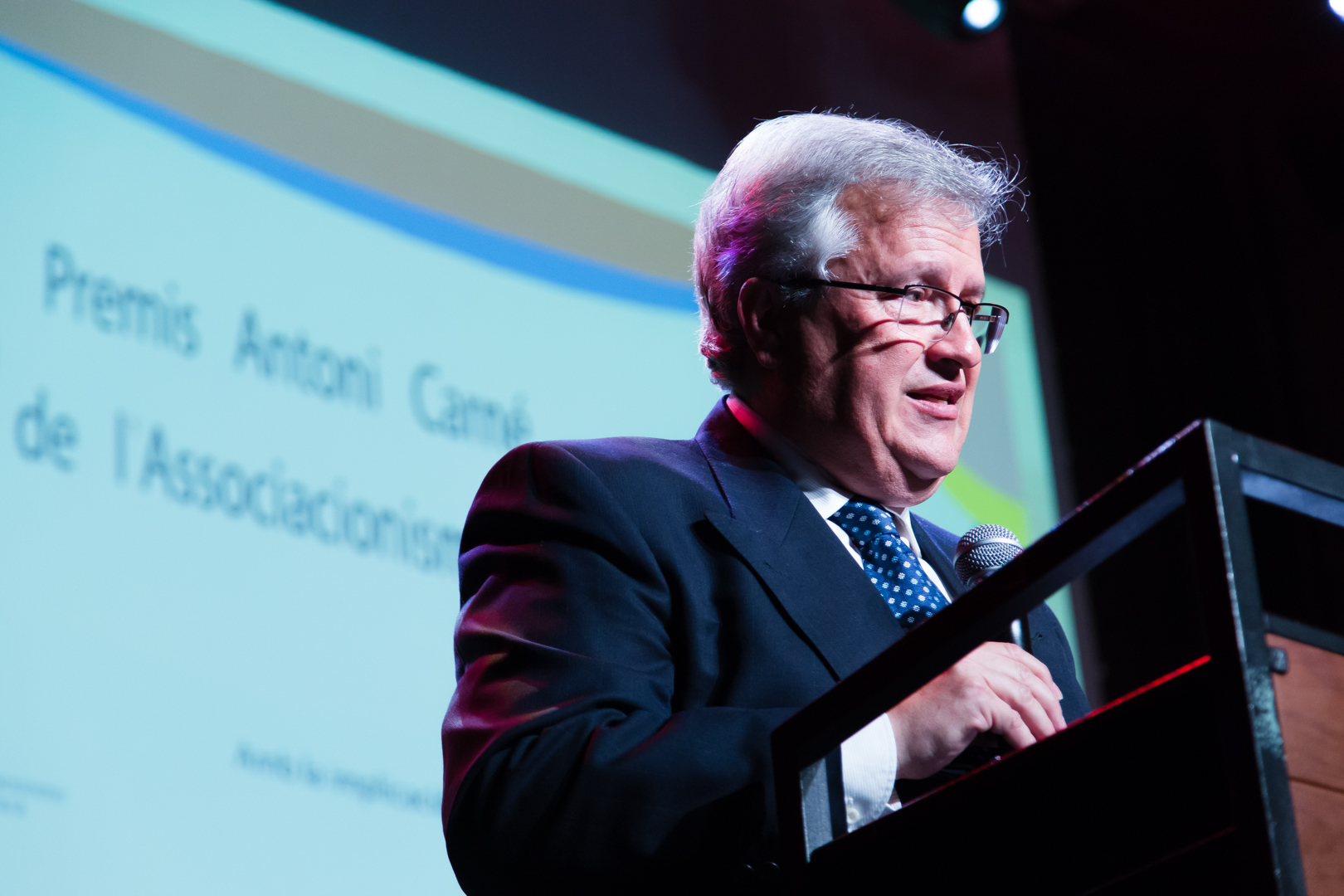
Josep Viana, president de l'Ens, presentant els Premis Antoni Carné de l'Associonisme Cultural Català.

## Premis Antoni Carné de l'Associacionisme Cultural Català
Els Premis Antoni Carné de l'Associacionisme Cultural Català van ser convocats l'any 2016 amb l'objectiu de retre homenatge a Antoni Carné Parramon, president-fundador de l'Ens traspassat el 6 de setembre de 2015, i oferir una plataforma mediàtica de primer ordre als col·lectius de cultura popular. La convocatòria de la primera edició va incloure tres categories: Entitat, Persona i Mitjà de Comunicació. L'acte de lliurament es va celebrar el 21 de març de 2017 a l'Antiga Fàbrica Estrella Damm de Barcelona.

## Entitats membres
L'entitat està formada per 30 federacions: Moviment Coral Català, Federació de Grups Amateurs de Teatre de Catalunya, Federació Catalana de Societats Musicals, Confederació Sardanista de Catalunya, Agrupament d'Esbarts Dansaires, Agrupació de Colles de Geganters de Catalunya, Gran Orient de Catalunya, Agrupació Bestiari Festiu i Popular de Catalunya, Coordinadora de Trabucaires de Catalunya, Federació Catalana de Pessebristes, Associació per a la Difusió del Folklore, Moviment Laic i Progressista, Fundació Paco Candel, Coordinadora de Pastorets de Catalunya, Federació de Diables i Dimonis de Catalunya, Coordinadora de Centres d'Estudis de Parla Catalana, Federació Catalana de Catifaires, Federació d'Entitats de Cultura Popular i Tradicional de Barcelona Vella i La Casa dels Entremesos, Associació Catalana de Puntaires, Federació de Colles de Falcons de Catalunya, Federació Catalana d'Associacions i Clubs Unesco, Associació d'Establiments Emblemàtics, Federació Catalana dels Tres Tombs, la Federació Catalana del Joc Tradicional, la Coordinadora de Balls de Diables Tradicionals de Catalunya, la Coordinadora d'Entitats del Poble Sec i l'Assemblea Coordinadora de Pessebres Vivents de Catalunya I les entitats adherides: Associació de Casals i Grups de Joves de Catalunya, Federació Cors de Clavé Catalunya Nord, i XarxAteneu